# Uelitz
Uelitz település Németországban, Mecklenburg-Elő-Pomeránia tartományban. Lakosainak száma 490 fő (2023. december 31.). Uelitz Sülstorf és Hoort községekkel határos.

## Népesség
A település népességének változása:
| Lakosok száma | 438  | 449  | 485  | 491  | 490  |
|               | 2017 | 2019 | 2021 | 2022 | 2023 |